# Electra Elite
Electra Elite (Knin, 12 de agosto de 1977) es una cantante serbia.

## Primeros años y vida personal
Asignado como varón al nacer, Elite nació y creció en la ciudad de Knin, en la actual Croacia, en el seno de una familia serbia. Se graduó en el Cuarto Gimnasio de Belgrado y en la Escuela Superior de Hostelería. A principios de la década de 2000 se trasladó a Suiza. Allí continuó su formación, estudiando medicina de las adicciones. Tras graduarse, trabajó en su campo durante siete años en Suiza. Con su esposa tuvieron dos hijos, Diva (nacida en 2001) y Oskar (nacido en 2005).
Elite y su esposa se divorciaron en 2007, cuando comenzó su transición. Tuvo todo el apoyo de su ex mujer, sus hijos, su madre y su hermano.
En 2007, Elite comenzó una relación con una modelo española que la introdujo en el mundo del trabajo sexual. Afirma que la mayoría de sus clientes han sido hombres heterosexuales.
Elite se casó en Mostar con el atleta y empresario Nenad Vujanović en octubre de 2021, siendo su segundo matrimonio.

## Carrera profesional
Elite comenzó su carrera musical en septiembre de 2020 bajo el monónimo de Electra, cuando lanzó su single de debut Lepa sam ("Soy bonita"), una colaboración con la cantautora serbia Angellina, escrita por Marko Kon y Ognjen Amidžić. Elite y Angellina se pusieron en contacto a través de su fotógrafo conjunto Đorđe Bukvić y a Angellina, que tenía la intención de lanzar la canción por sí misma, le gustó la historia de Elite y decidió colaborar con ella. Las voces "electro profundas" de Elite, como ella las apodó, fueron muy editadas debido a la profundidad de su voz. El sencillo fue bien recibido por otras cantantes serbias, como Dara Bubamara, Ceca y Ana Nikolic. A finales de septiembre, promocionó el sencillo actuando durante el set de Angellina en la Semana de la Música de Belgrado.
En octubre de 2020, Elite apareció en la portada de la revista serbia LGBT Optimist. En una entrevista para la revista, habló de su deseo de utilizar su popularidad como plataforma para ayudar a las personas transgénero en Serbia. En noviembre de 2020, lanzó su segundo sencillo Bebe bebe, escrito y producido por el rapero serbio Nucci y el productor Popov. Continuó su trabajo con Nucci y Popov, y lanzó Da se gazimo ("Aplastarse mutuamente") en mayo de 2021.